# きらり!10代
もしかして
- きらり10代!

ではありませんか？